# Angelus Novus
Angelus Novus fu una rivista nata nell'autunno del 1964 come trimestrale di estetica e critica a Firenze edita da La Nuova Italia a cura di Massimo Cacciari e Cesare De Michelis.
Il titolo è un chiaro riferimento al dipinto Angelus Novus di Paul Klee.
La rivista attraversa fasi differenti contraddistinte da diverse periodicità, da direttori diversi e passa attraverso tre case editrici. 
 Dopo l'inizio a cura di Cacciari e De Michelis, Angelus Novus passa con il n. 11 del 1968 sotto la direzione del solo De Michelis per le Edizioni Dedalo. Dalla fine del 1969 al 1970 vengono interrotte le pubblicazioni che riprendono nel 1971 con il n. 19 come "quaderni quadrimestrali di critica" a cura di De Michelis editi dall'editore Marsilio.
Sul primo numero del 1964 non apparivano editoriali ma il fascicolo si apriva con un saggio di Cacciari, "Note di estetica hegeliana, I. Storia del sistema" che impostavano il lavoro del periodico. Nel n. 2 apparivano, accanto alle riflessioni di Cacciari sulla II parte di Storia del sistema, un saggio di H. M. Enzensberger dal titolo "Le aporie dell'avanguardia" che contenevano una "Postilla ad Enzensberger" di C. De Michelis e sul n. 3 gli articoli di Chiarini, Plebe, Chiaretti e Saltini su "Avanguardia e marxismo", tema che avrebbe avuto maggiore importanza con il proseguimento della rivista.
Nella primavera del 1968 la rivista, con un editoriale sul n.11, cercava di rispondere al quesito sulle reali prospettive di un lavoro culturale, tale da poter esercitare una funzione critica nella società del capitalismo, e al quesito sul bilancio delle attuali proposte di analisi storico-scientifica del sistema.
 Sulla rivista apparvero così i saggi di Chiarini sulla letteratura tedesca del dopo guerra, il saggio di Adorno su "Dialettica dell'Impegno", il saggio di Giuseppe Vacca su "Althusser: materialismo storico e materialismo dialettico", lo studio di Boris Arvatov su "Utopia e scienza".
Nel 1969 con il n. 15-18 la rivista sospendeva le pubblicazioni e le riprendeva nel 1971 con il n. 19 in veste graficamente rinnovata ma in sostanza con il programma precedente. Subito dopo Angelus Novus iniziò a diradare l'uscita dei fascicoli e concludeva la sua esperienza.
Cacciari tornò su questo crogiolo di tematiche (Klee, Benjamin, filosofia della storia ed estetica teologica) ne L'Angelo necessario (Adelphi, Milano, 1ª ed. 1986).